# 山崎啓子
山崎 啓子（やまざき けいこ、ケイ）は、福井県と滋賀県を拠点に活動しているラジオパーソナリティ、元福井放送 (FBC) のエコーメイトリポーター。

## 担当番組
- げんき一番（FBCラジオ） - エコーメイトリポーター
- 午後はとことんワイド（FBCラジオ） - エコーメイトリポーター
- どぉ〜ンと土曜日（FBCラジオ） - エコーメイトリポーター
- 歳末ラジオ（FBCラジオ） - エコーメイトリポーター
- かたいけの（FBCラジオ） - エコーメイトリポーター
- FBCラジオ土曜スペシャル オールリクエスト（FBCラジオ） - スタジオ担当
- ミナスタ！（敦賀FM放送）[1]
- ケイの部屋によってケイ！（敦賀FM放送）[1]
- HARBOR AFTERNOON CRUISE（敦賀FM放送）[2]
- らじおケイちゃんねる（敦賀FM放送）[2] - エフエムひこねとFMひがしおうみでも放送[3][4]。
- HARBOR EVENING CRUISE（敦賀FM放送）[2]
- FMビバーチェ（エフエムひこね）[3]